# روان (لاعب كرة قدم)
روان هو لاعب كرة قدم برازيلي في مركز الدفاع، ولد في 29 مايو 1995 في ريو دي جانيرو في البرازيل. لعب مع نادي مادوريرا.

## وصلات خارجية
- روان (لاعب كرة قدم) على موقع الدوري الأمريكي (الإنجليزية)
- روان (لاعب كرة قدم) على موقع قاعدة بيانات كرة القدم.إي يو (الإنجليزية)
- روان (لاعب كرة قدم) على موقع Soccerway.com (الإنجليزية)
- روان (لاعب كرة قدم) على موقع عالم كرة القدم.نت (الإنجليزية)